# Kanada i olympiska vinterspelen 1984
Kanada deltog med 67 deltagare vid de olympiska vinterspelen 1984 i Sarajevo. Totalt vann de två guldmedaljer, en silvermedalj och en bronsmedalj.

## Medaljer

### Guld
- Gaétan Boucher - Skridskor, 1 000 meter.
- Gaétan Boucher - Skridskor, 1 500 meter.

### Silver
- Brian Orser - Konståkning.

### Brons
- Gaétan Boucher - Skridskor, 500 meter.